# Chevrolet Blazer (кроссовер)
Chevrolet Blazer — среднеразмерный кроссовер, выпускающийся с декабря 2018 года подразделением Chevrolet компании General Motors. Продажи начались в январе 2019 года. В Китае автомобиль продаётся с апреля 2020 года с удлинённой задней секцией и опциональными трёхрядными сиденьями.

## Описание
Впервые Blazer был представлен 21 июня 2018 года в Атланте. В иерархии автомобиль занимает промежуток между Equinox и Traverse и является аналогом GMC Acadia. Дизайн выполнен в стиле Camaro. Комплектации автомобиля — L, LT (1LT, 2LT и 3LT), RS и Premier. Позже от комплектаций L и 1LT отказались. В феврале 2022 года автомобиль прошёл рестайлинг.
Кроме Китая, Blazer продаётся также в Мексике, Южной Америке, Океании, Азии и на Среднем Востоке. Согласно журналу Car and Driver, конкурентом является Ford Edge.
Ранее названия Blazer носили автомобили Chevrolet K5 Blazer, Chevrolet S-10 Blazer и Chevrolet TrailBlazer. С 2020 года в Северной Америке выпускается кроссовер, для которого было возрождено название Chevrolet TrailBlazer.

## Технические характеристики
Chevrolet Blazer оснащается 2,5-литровым двигателем I4 мощностью 144 кВт (193 л. с.) и крутящим моментом 255 Н⋅м или же 3,6-литровым двигателем V6 мощностью 227,5 кВт (305 л. с.) и крутящим моментом 365 Н⋅м. Оба двигателя сочетаются в паре с девятиступенчатой автоматической трансмиссией GM 9T50, которая также применяется в Cruze, Equinox и Malibu. В 2020 году в моторную гамму был добавлен 2,0-литровый двигатель I4.

## Галерея

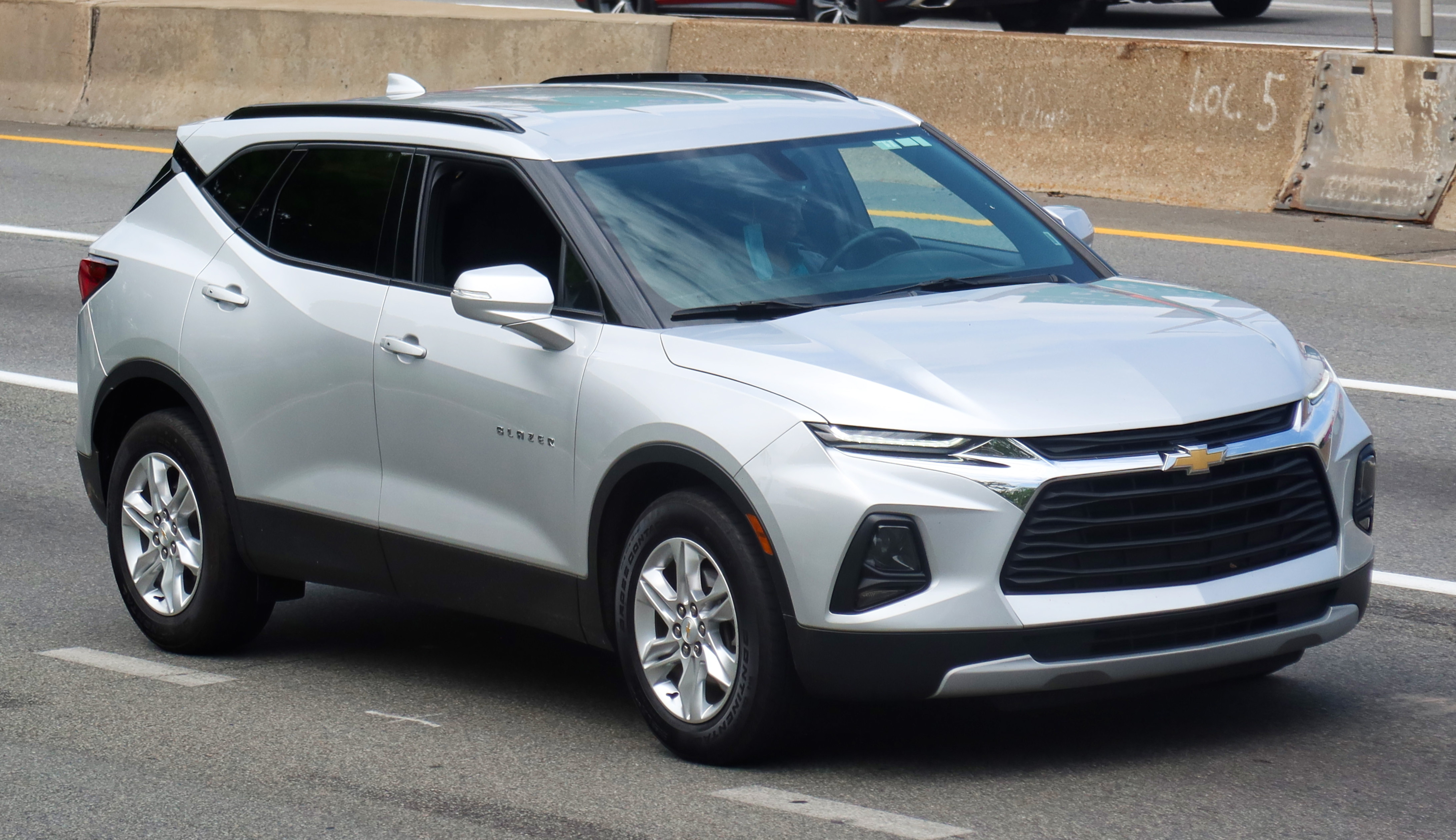
2020 Chevrolet Blazer 2LT AWD (США)
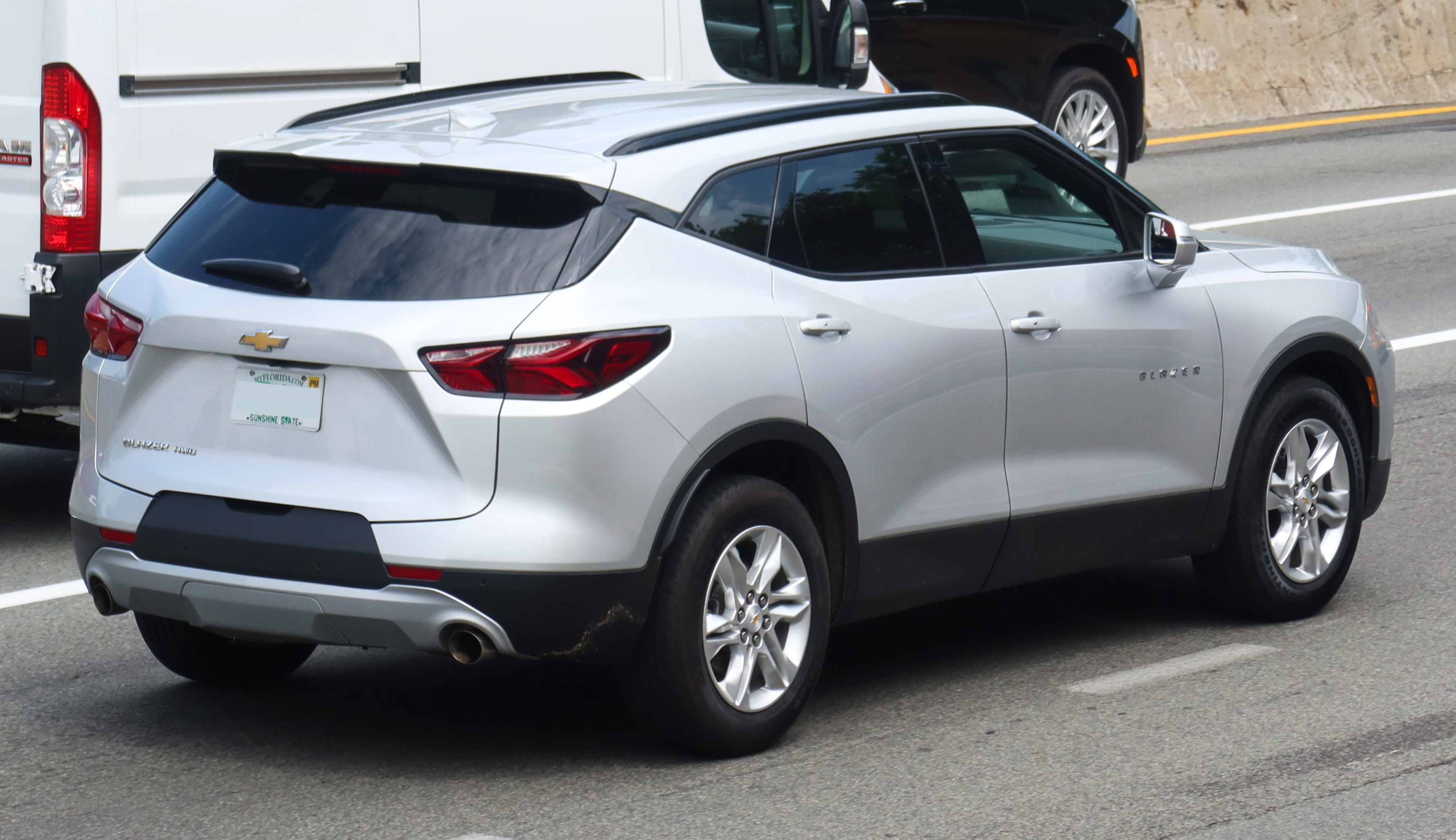
Вид сзади
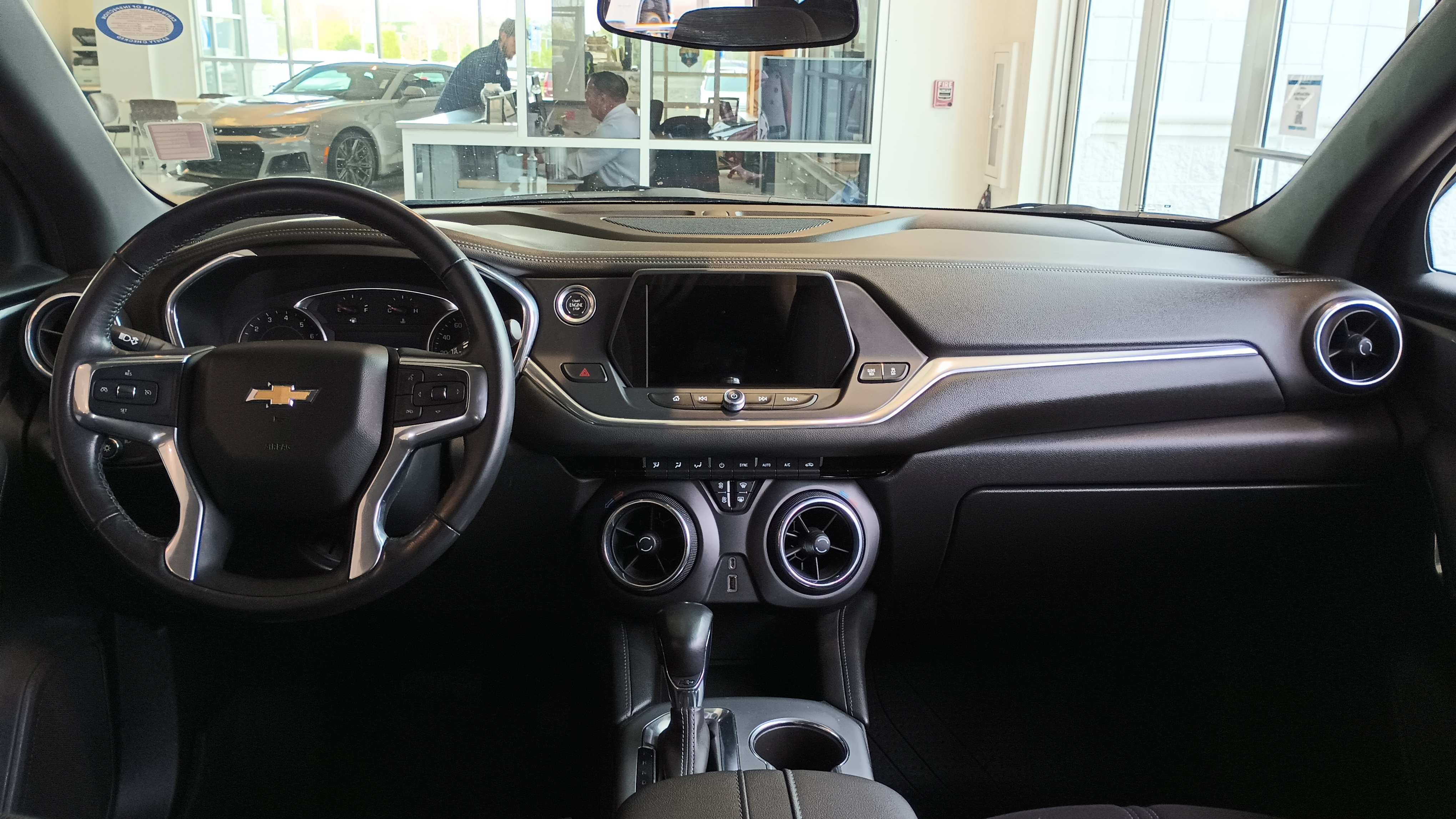
2019 Chevrolet Blazer 1LT (интерьер)
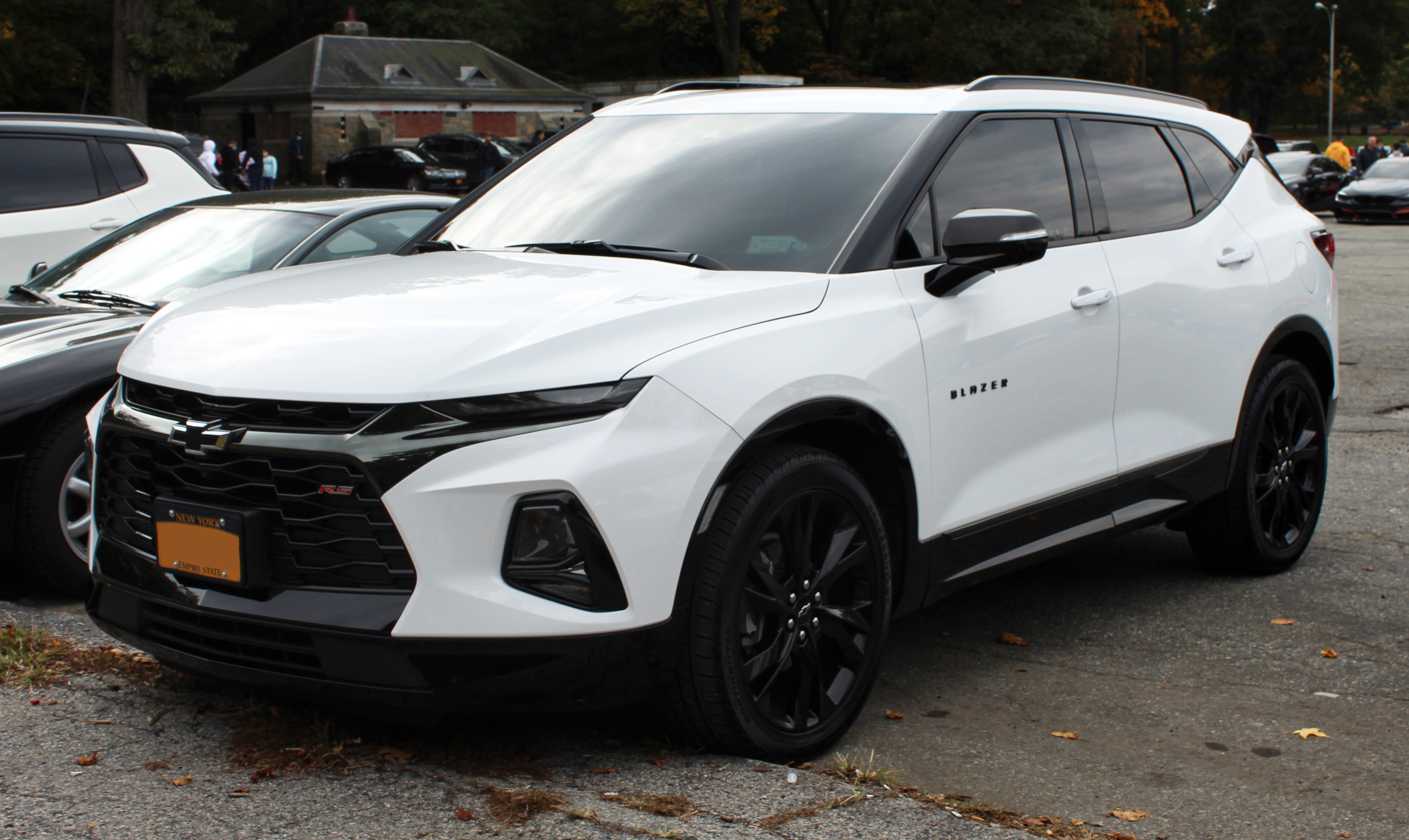
2020 Chevrolet Blazer RS (США)
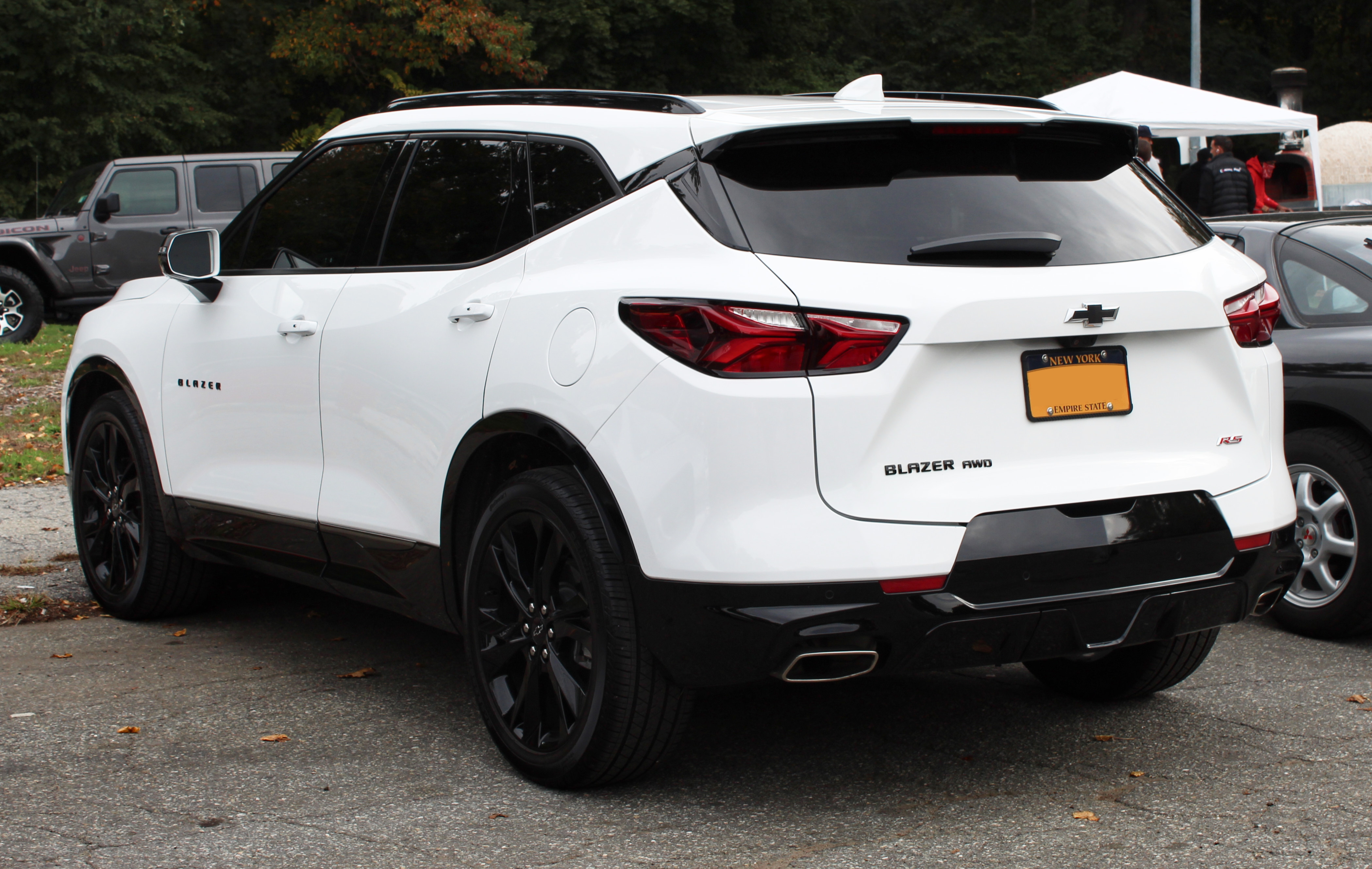
Вид сзади
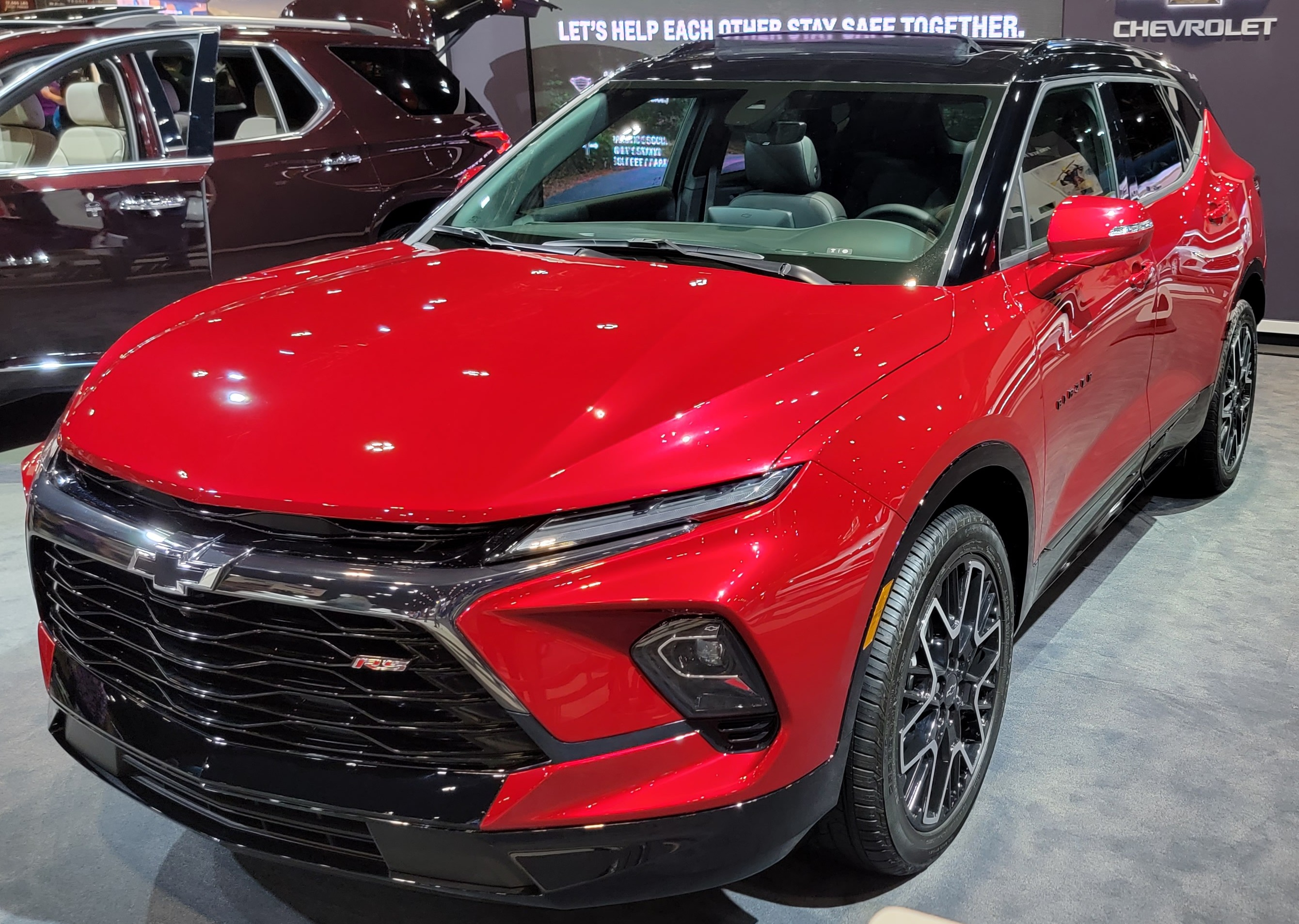
2023 Blazer RS
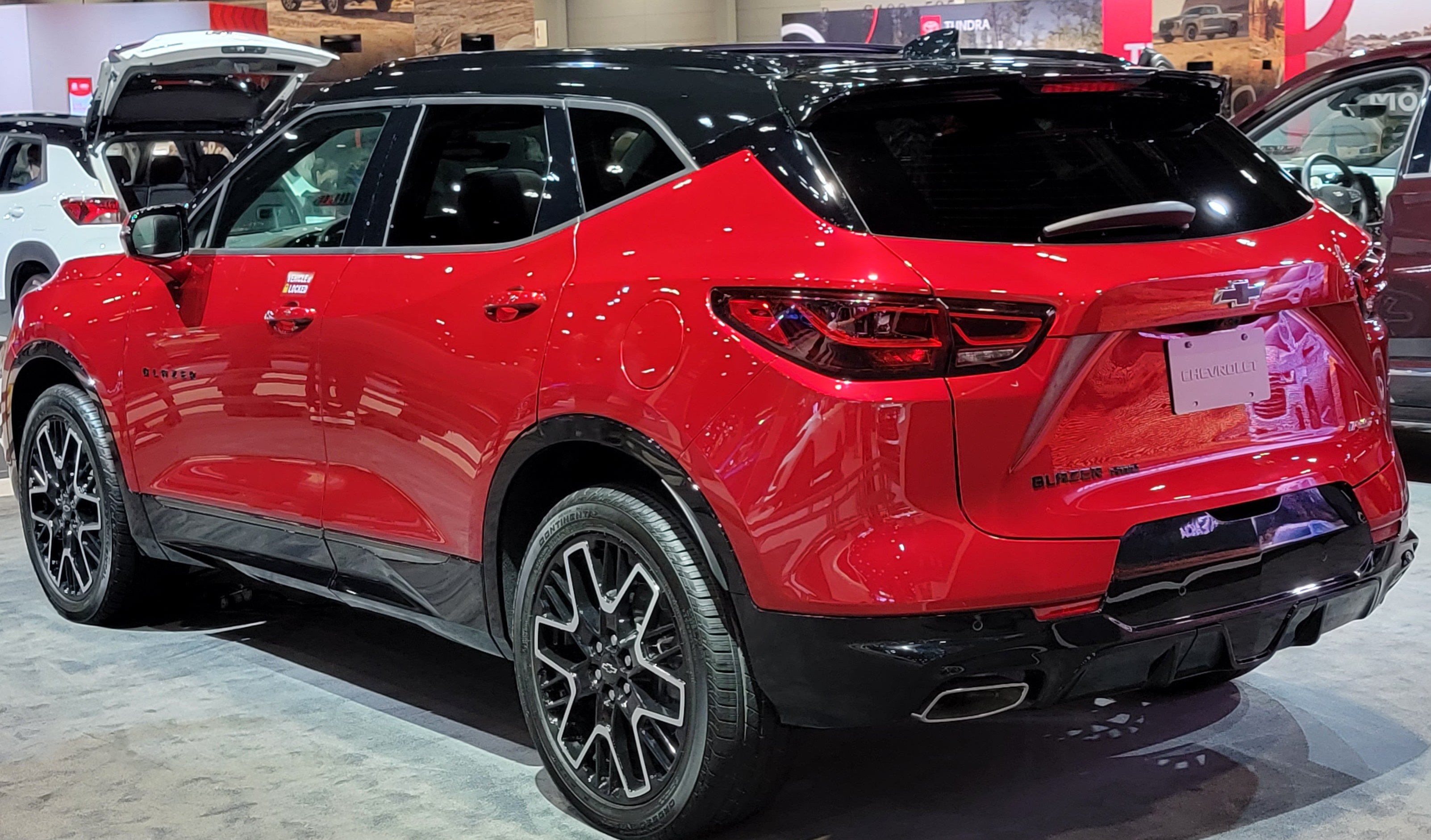
Вид сзади
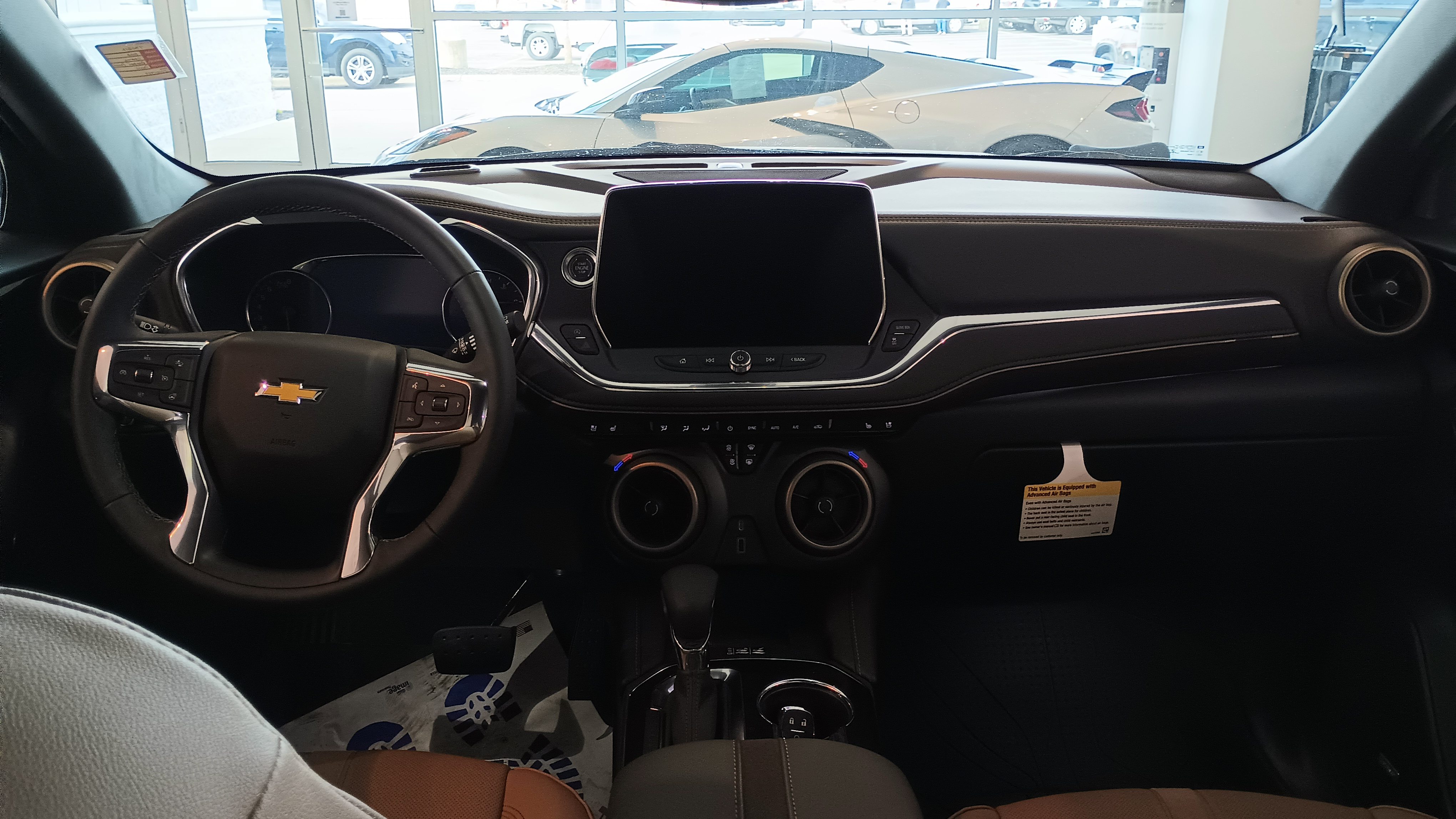
2023 Blazer Premier (интерьер)
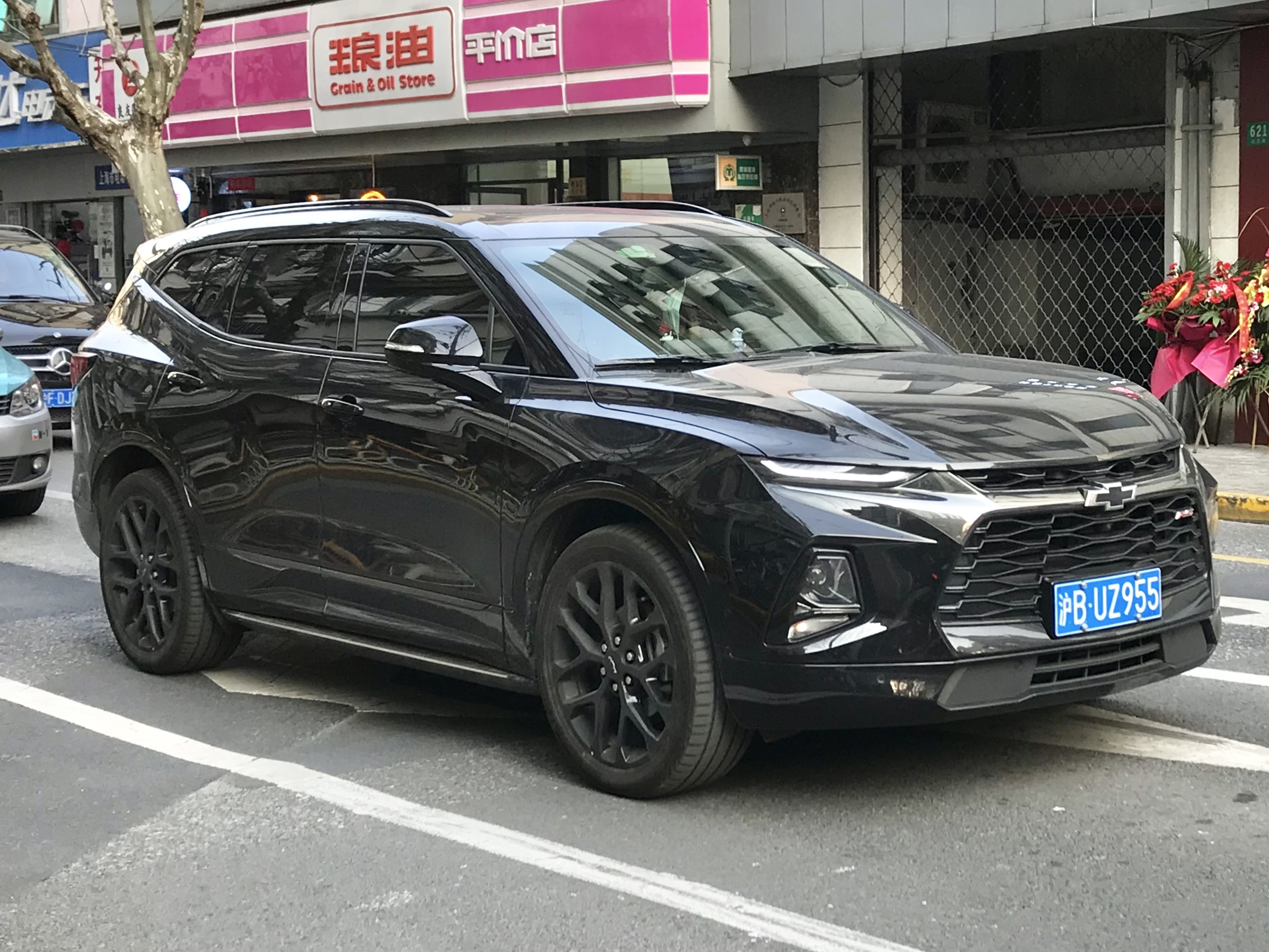
Вид спереди
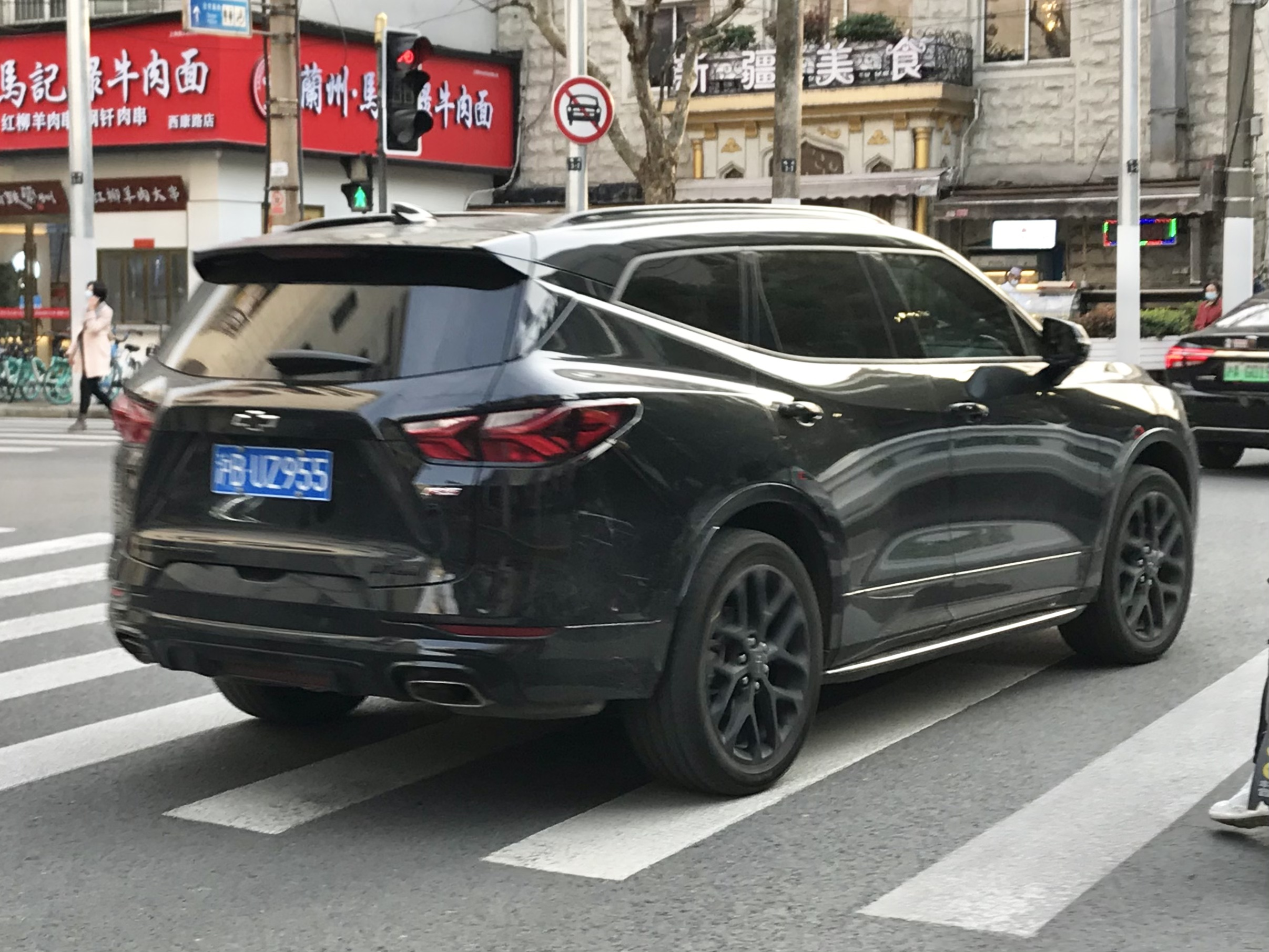
Вид сзади

## Продажи
Первые 27 единиц Blazer были проданы в США в декабре 2018 года.
| Год  | США    | Канада | Китай | Мексика |
| ---- | ------ | ------ | ----- | ------- |
| 2019 | 58,115 | 2,738  | 1,412 |         |
| 2020 | 94,599 | 3,861  | 7,144 | 1,028   |
| 2021 | 70,325 | 3,421  | 7,427 | 930     |
| 2022 | 67,246 | 3,508  | 3,312 | 1,160   |
| 2023 | 65,511 | 4,045  | 3,816 | 866     |